# Белова, Ангелина Петровна
Ангелина Петровна Белова (исп. Angelina Beloff; 23 июня 1879 — 30 декабря 1969) — русская и мексиканская художница.

## Биография
Дочь надворного советника Михаила Николаевича Белова. Окончила Василеостровскую женскую гимназию, прослушала полный 4-летний курс наук на физико-математическом отделении Высших женских курсов. С 1898 посещала вечерние классы Императорской Академии художеств. Увлекалась Веласкесом и Рембрандтом, картины которых копировала в Эрмитаже.
В 1902 училась в частной студии О. Э. Браза.
В 1905 году поступила на живописное отделение Высшего художественного училища при Императорской Академии художеств с испытательным сроком, однако по окончании его (декабрь 1906) была отчислена. В мае 1907 получила звание учительницы рисования в средних учебных заведениях, сдав экзамен на Педагогических курсах при Академии.
С 1909 года жила в Париже, где сблизилась с художественной богемой. Во время поездки с художницей Марией Бланшар в Брюссель, Ангелина знакомится с несколькими мексиканскими художниками и встречает Диего Риверу. В 1911 году Белова и Диего Ривера женятся. В 1915 году у пары рождается ребёнок, но спустя четырнадцать месяцев мальчик умирает от легочной инфекции. С началом Первой мировой войны финансовая сторона жизни семьи сильно осложняется, супругам-художникам не хватает самого необходимого, включая холсты и краски. Ангелина работает в нескольких местах, занимается переводами, жертвуя собственным творческим развитием для того, чтобы Ривера мог продолжать рисовать.
В 1921 году, после Мексиканской революции, Диего Ривера едет в Мексику по приглашению министра просвещения Хосе Васконселоса. Ангелина Белова не может сопровождать его из-за нехватки денег. Хотя она знает о неверности мужа (о связи Риверы с другой русской художницей Маревной), она все ещё надеется сохранить семью. Поначалу Ривера продолжает поддерживать жену, отправляя ей немного денег, но потом требует развода, чтобы жениться на Марин Гуадалупе.
В 20-е годы Белова работает в жанре книжной графики, иллюстрирует «Сказки» Шарля Перро, «Французские грёзы с приложением цветочков св. Франциска» Ф. Жамма, «Русскую девушку Арину» К. Анэ, рисует для журнала «Монд». Её книжная графика экспонировалась на выставке «Роскошная книга» в 1923—1927 годах в Музее книги в Брюсселе.
Почти 12-летние отношения с Риверой позволили Ангелине Беловой близко подружиться со многими мексиканскими художниками — Дэвидом Альфаро Сикейросом , Адольфо Маугардом, Анхелем Саррагой и Робертом Монтенегро. В 1932 году, по приглашению писателя Альфонсо Рейеса и художника Германа Куэто, Ангелина приезжает в Мексику и поселяется в Мехико, родном городе Риверы.
Ангелина Белова стала одной из многих иностранных художников, приглашенных в Мексику, чтобы помочь сформировать культурную сцену страны после мексиканской революции. Она преподавала рисование и гравюру в школах и мастерских Общества Народного Просвещения в 1932 году, а затем в Национальном институте изящных искусств. Однако большая часть её педагогической работы была связана с созданием детского театра, особенно театра кукол и сценических декораций, поскольку художница использовала театр как одну из форм обучения студентов. Она создала несколько известных марионеток и опубликовала работу, посвященную кукольному театру «Muñecos animados, Historia, técnica y función Educationalativa del teatro de muñecos en México y en el mundo» (1945).
Ангелина Белова скончалась в Мехико 30 декабря 1969 года в возрасте 90 лет.

## Стиль
Художественная манера Ангелины Беловой представляет собой сочетание различных европейских стилей с образами и красками Мексики. Сильное влияние на Белову оказали Матисс, Пикассо и Сезанн, которым она восхищалась. Это влияние отчетливо видно в натюрмортах, портретах и некоторых пейзажах художницы. Наиболее известными работами Беловой являются «Avenida Hidalgo vista desde Bellas Artes» (1949) и портрет «Retrato de Susana Díaz de León» (1948).

## Наследие
В 1978 году мексиканская писательница Элена Понятовска написала роман, основанный на жизни Ангелины Беловой «Querido Diego, te abraza Quiela» (Дорогой Диего, с любовью, Куэла). Роман представляет собой сборник вымышленных писем, которые художница могла бы отправить Диего Ривере.
Автобиография Ангелины Беловой «En sus Memorias» была опубликована издательством Национального автономного университета Мексики в 1986 году. Благодаря этой книге стали известны многие подробности о жизни художницы.

## Работы находятся в собраниях
- Дом-музей Максимилиана Волошина, Коктебель.
- Музей-студия Д. Риверы